# Serhiy Osovych
Serhiy Osovych - autre identité :Sergey Osovic - , né le 16 décembre 1973,  est un ancien athlète ukrainien, devenu autrichien en 2003, spécialiste du sprint.
Il termine quatrième des Championnats d'Europe de 1994 sur 200 m et remporte la médaille d'argent sur le relais 4 × 100 m. Il est Champion d'Europe en salle à Valence, toujours sur 200 m.
Son meilleur temps est de 20 s 40 (Zagreb, en juin 1996) qu'il a égalé par la suite.
Il détient le record d'Ukraine en 38 s 53, réalisé à Madrid le 1er juin 1996 (1er en Coupe d'Europe) du relais 4 × 100 m avec la composition suivante : Kostyantyn Rurak, Serhiy Osovych, Oleh Kramarenko, Vladyslav Dolohodin. 